# アルコ (フィンランド)
アルコ（フィンランド語: Alko）はフィンランドの酒類専売の国営企業。フィンランド国内ではアルコール度数5.5%以上のビール、（ブドウ園での提供を除く）ワイン、蒸留酒の販売はアルコ以外では許可されていない。こういったアルコール飲料は、販売免許を取得したレストランやバーでは店内で飲むために提供はされているが、持ち帰るための小売りをしているのはアルコのみである。アルコではアルコール度数が5.5%未満のアルコール飲料、ノンアルコールの飲料販売も法律で定められているが、実際にはそういった低アルコールビールやノンアルコール飲料などの在庫は非常に少ない。また、アルコール飲料の販売にあたっては、購入客は18歳以上であることが法律で定められており、18歳未満の人間がアルコでアルコール飲料を購入することはできない。

## 歴史
1919年から1932年にかけて、フィンランドでは禁酒令が施行され、アルコール飲料の流通と販売が禁止された。禁酒令は国民投票を受けて1932年にフィンランド政府によって解除されるが、同時に国営企業としてOy Alkoholiliike Abが設立された。
1932年4月5日には、最初のストアが開店している。
1939年から1940年にソビエト連邦がフィンランドに侵攻した冬戦争では、Oy Alkoholiliike Abは軍事用にモロトフカクテル（火炎瓶）を生産しており、総生産量は45万本に上る。
1969年にOy Alkoholiliike Abの社名をOy Alko Abに変更する。同時にフィンランド国内のアルコール販売、流通だけでなく、アルコール飲料の輸入も手掛けるようになった。
1995年にフィンランドがEUに加盟するにあたって、Oy Alko Abが輸入と販売とを独占していることが問題視され、流通を取り扱うアルコ、生産を行うPrimalco、大量販売を行うHavistraに分割され、Altia Groupとなった。
2018年1月に法改正が施行され、それまでアルコ以外の小売店で販売が許可されている酒類のアルコール度数は4.7%以下のものだったのが、5.5%の酒類までスーパーマーケットなどでの販売が許可されるようになった。